# Thryptomene
Thryptomene is een geslacht uit de mirtefamilie (Myrtaceae). De soorten zijn kleine struiken die voorkomen in Australië.

## Soorten
- Thryptomene australis Endl.
- Thryptomene baeckeacea F.Muell.
- Thryptomene biseriata J.W.Green
- Thryptomene caduca Rye & Trudgen
- Thryptomene calcicola Rye
- Thryptomene calycina (Lindl.) Stapf
- Thryptomene costata Rye & Trudgen
- Thryptomene cuspidata (Turcz.) J.W.Green
- Thryptomene dampieri Rye
- Thryptomene decussata (W.Fitzg.) J.W.Green
- Thryptomene denticulata (F.Muell.) Benth.
- Thryptomene duplicata Rye & Trudgen
- Thryptomene elliottii F.Muell.
- Thryptomene eremaea Rye & Trudgen
- Thryptomene ericaea F.Muell.
- Thryptomene globifera Rye
- Thryptomene hexandra C.T.White
- Thryptomene hubbardii Rye & Trudgen
- Thryptomene hyporhytis Turcz.
- Thryptomene johnsonii F.Muell.
- Thryptomene kochii E.Pritz.
- Thryptomene longifolia J.W.Green
- Thryptomene micrantha Hook.f.
- Thryptomene mucronulata Turcz.
- Thryptomene naviculata J.W.Green
- Thryptomene nealensis J.W.Green
- Thryptomene nitida Rye & Trudgen
- Thryptomene oligandra F.Muell.
- Thryptomene orbiculata Rye & Trudgen
- Thryptomene parviflora (Benth.) Domin
- Thryptomene pinifolia Rye & Trudgen
- Thryptomene podantha Rye & Trudgen
- Thryptomene racemulosa Turcz.
- Thryptomene remota A.R.Bean
- Thryptomene repens Rye & Trudgen
- Thryptomene salina Rye & Trudgen
- Thryptomene saxicola (A.Cunn.) Schauer
- Thryptomene shirleyae Rye
- Thryptomene spicata Rye & Trudgen
- Thryptomene stapfii Rye & Trudgen
- Thryptomene stenophylla E.Pritz.
- Thryptomene striata Rye & Trudgen
- Thryptomene strongylophylla F.Muell. ex Benth.
- Thryptomene urceolaris F.Muell.
- Thryptomene velutina Rye & Trudgen
- Thryptomene wannooensis Rye
- Thryptomene wittweri J.W.Green

... · 
Acmena · 
Actinodium · 
Agonis · 
Allosyncarpia · 
Aluta · 
Angophora · 
Astartea · 
Astus · 
Babingtonia · 
Baeckea · 
Callistemom · 
Calytrix · 
Chamelaucium · 
Corymbia · 
Corynanthera · 
Cyathostemon · 
Darwinia · 
Enekbatus · 
Ericomyrtus · 
Eucalyptus (Eucalyptus) · 
Eugenia · 
Euryomyrtus · 
Feijoa · 
Homalocalyx · 
Homoranthus · 
Hypocalymma · 
Lamarchea · 
Leptospermum · 
Lophomyrtus · 
Malleostemon · 
Metrosideros · 
Micromyrtus · 
Myrceugenia · 
Myrciaria · 
Myrtus (Mirte) · 
Ochrosperma · 
Osbornia · 
Pileanthus · 
Pimenta · 
Psidium · 
Rinzia · 
Sannantha · 
Scholtzia · 
Syzygium · 
Thryptomene · 
Triplarina · 
Tristaniopsis · 
Verticordia · 
Waterhousea · 
Xanthostemon · 
...